# Acacia victoriae
Acacia victoriae é uma espécie de leguminosa do gênero Acacia, pertencente à família Fabaceae.